# Opsiphanes crameri
Opsiphanes crameri är en fjärilsart som beskrevs av Felder 1862. Opsiphanes crameri ingår i släktet Opsiphanes och familjen praktfjärilar. Inga underarter finns listade i Catalogue of Life.